# Kézirat (dokumentum)

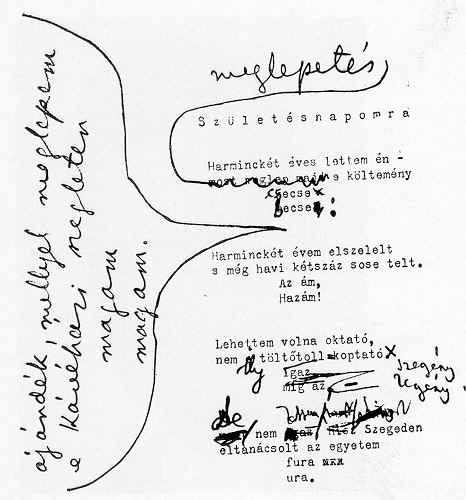
József Attila Születésnapomra című versének kézirata

Valamennyi olyan kézzel írt dokumentumot (könyv, feljegyzés, levél, napló (napló stb.) kéziratként (görögül autographon, latinul manuscriptum) értünk, mely szerzője miatt vagy tartalmánál fogva kiemelkedik az egyéb kézírásos iratok közül.

## Jellemzői
Nyomdai vonatkozásban minden olyan irat, amit nyomtatás érdekében nyomdába leadnak (tehát nemcsak írás, hanem lehet például grafika vagy ábra is). Kéziratnak nevezik a nem a nagyközönségnek szánt műveket is, ilyen lehet egy színdarab, forgatókönyv, vagy csak valamilyen kidolgozandó mű vázlata.
Az autográf kézirat olyan eredeti, saját kézzel írt szöveg (eredeti kézirat, levél, okmány, aláírás), melynek szerzője jelentős, neves személy. Általában a személy hagyatékának darabja.

## Ismert kéziratok
- Kódexek
- Voynich-kézirat
- Voraui kézirat
- Holt-tengeri tekercsek
- Lorschi méháldás
- Tunhuangi kéziratok
- Gandhárai buddhista szövegek
- Nag Hammádi-i lelet

## Magyar nyelvű szakirodalom időrendben

### Szakkönyvek
- 1940: Joó Tibor: Magyar nyelvű filozófia kéziratok a Széchényi Könyvtárban, Magyar Nemzeti Múzeum Országos Széchényi Könyvtára, Budapest, 27p
- 1943: Gábel Asztrik:  Középkori kéziratok Magyarországon I. Debrecen, Különlenyomat a "Magyar Könyvszemle" 1942. évi IV. füzetéből, Királyi Magyar Egyetemi Nyomda, Budapest, 22p
- 1950: Kéziratos források az országos Széchényi Könyvtárban 1789-1867, Országos Széchényi Könyvtár, Budapest, 252p (Az Országos Széchényi Könyvtár kiadványai 50.)
- 1956: Az Országos Széchényi Könyvtár magyar nyelvű újkori kötetes kéziratainak katalógusa I-III. Országos Széchényi Könyvtár, Budapest, 1187p
- 1960: Cz. Musztács Ágnes - J. Hajdu Helga - Dezsényi Béla: Az Országos Széchényi Könyvtár francia nyelvű kötetes kéziratainak katalógusa, Országos Széchényi Könyvtár, Budapest, 107p (Az Országos Széchényi Könyvtár kiadványai 52.)
- 1973: Radó Polikárp: Libri liturgici manuscripti bibliothecarum Hungariae et limitropharum regionum. Mezey László gondozásában. Budapest
- 1974: Pintér Márta: Régi könyvek és kéziratok, Népművelési Propaganda Iroda, Budapest, 379p
- 1976: Berkovits Ilona: Magyar kódexek a XI-XVI. században, Magyar Helikon, Budapest, 194p
- 1984: Patay Pálné – Plihál Katalin: Önálló kéziratos térképek I/1-2. Kéziratos térképek az Országos Széchenyi Könyvtár térképtárában, Országos Széchenyi Könyvtár, Budapest, 831 p
- 1984: Csapodi Csaba: A budai királyi palotában 1686-ban talált kódexek és nyomtatott könyvek , Magyar Tudományos Akadémia Könyvtára, Budapest, 112p
- 1985: Környeyné Gaál Edit: Az első világháború emlékei a népi kéziratos forrásokban és a szájhagyományban, Kossuth Lajos Tudományegyetem Néprajzi Tanszék, Debrecen,  helytelen ISBN kód: 963-471-258-0 , 203p (Studia Folkloristica et Ethnographica)
- 1988: Magyar vonatkozású oklevelek és kéziratok 1359-től 1960-ig, Központi Antikvárium, Budapest, 87p
- 1988-1993: Csapodi Csaba: Bibliotheca Hungarica I-III. Kódexek és nyomtatott könyvek Magyarországon 1526 előtt, Magyar Tudományos Akadémia Könyvtára, Budapest, ISBN 963-7302-45-x, 447 + 456 + 360p
- 1991: Varga András: Régi könyveink és kézirataink katalógusai - Régi magyar nyomtatványok 1700-ig, ACTA Universitatis Szegediensis, Szeged, 188p (Acta Universitas Szegediensis De Attila József nominatae Acta Bibliothecaria)
- 1995: Csapodi Csaba - Csapodiné Gárdonyi Klára: Ariadne. A középkori magyarországi irodalom kéziratainak lelőhelykatalógusa, Magyar Tudományos Akadémia Könyvtára, Budapest, ISBN 963-7302-93-X, 141p
- 2002: Stoll Béla: A magyar kéziratos énekeskönyvek és versgyűjtemények bibliográfiája, Balassi Kiadó, Budapest, 819 p
- 2012: Nyirán János Véghseő Tamás: A Barkóczy instrukció - Kéziratos szerkönyvek, Szent Atanáz Kiadó (Görögkatolikus Hittudományi Főiskola kiadója, Nyíregyháza, ISBN 9786155073106, 288 p

### Magyarországi egyházi könyvtárak kéziratkatalógusa-sorozat
- Bánhegyi B. Miksa: A Győri Egyházmegyei Könyvtár kéziratkatalógusa. 1850 előtti kéziratok, Országos Széchényi Könyvtár, Budapest, 1991, 113p
- Szabó Flóris: A Pannonhalmi Főapátsági Könyvtár kéziratkatalógusa. 1850 előtti kéziratok, Országos Széchényi Könyvtár, Budapest, 1981, ISBN 963-200-101-x, 240p
- Szabó György: Egyházkerület Nagykönyvtárának (Pápa) kéziratkatalógusa. 1850 előtti kéziratok, Országos Széchényi Könyvtár, Budapest, 1987, ISBN 963-200-232-6, 232p
- Iványi Sándor: Az Egri Főegyházmegyei Könyvtár kéziratkatalógusa. 1850 előtti kéziratok, Országos Széchényi Könyvtár, Budapest, 1986, ISBN 963-200-224-5, 250p
- Boros István: A Kalocsai Főszékesegyházi Könyvtár kéziratkatalógusa. 1850 előtti kéziratok, Országos Széchényi Könyvtár, Budapest, 1989, ISBN 963-200-254-7, 211p
- Beke Margit: Az Esztergomi Főszékesegyházi Könyvtár Batthyány-gyűjteményének katalógusa, Országos Széchényi Könyvtár, Budapest, 1991, ISBN 963-2003-20-9, 164p
- L. Kozma Borbála - Ladányi Sándor: A Dunamelléki Református Egyházkerület Ráday Gyűjteményének (Budapest) kéziratkatalógusa. 1850 előtti kéziratok, Országos Széchényi Könyvtár, Budapest, 1982, ISBN 963-200-102-8, 340p
- Börzsönyi József: A Tiszáninneni Református Egyházkerület Nagykönyvtárának (Sárospatak) kéziratkatalógusa. 1850 előtti kéziratok, Országos Széchényi Könyvtár, Budapest, 1986, ISBN 963-200-103-6, 411p
- Fekete Csaba - Szabó Bontond: Egyházkerület Nagykönyvtárának (Debrecen) kéziratkatalógusa. 1850 előtti kéziratok, Országos Széchényi Könyvtár, Budapest, 1979, ISBN 963-200-100-1, 310p

### Egyes szerzők
- 2001: Busa Margit: Kazinczy Ferenc prózai kéziratainak bibliográfiája, Kazinczy Ferenc Társaság, Sátoraljaújhely, ISBN 963-85293-7-7
- 2006: Benedek Katalin (szerk.): A tengeri kisasszony - Ipolyi Arnold kéziratos folklórgyűjteménye, Balassi Kiadó
- 2015: "Istennek kincses tárháza..." P. Losteiner Leonárd ferences kézirata Szűz Mária csíksomlyói kegyszobráról; sajtó alá rend., tan. Mohay Tamás; Csíksomlyói Ferences Kolostor–Szt. István Társulat, Csíksomlyó–Budapest

### Néhány nagyobb lexikon
- olyan lexikonok, amelyek nagyobb mennyiségű kéziratos műre tesznek utalást a egyes szerzők szócikkeiben:
  - Szinnyei József: Magyar írók élete és munkái I–XIV. Budapest: Hornyánszky. 1891–1914.  
  - Gulyás Pál: Magyar írók élete és munkái – új sorozat I–XIX. Budapest: Magyar Könyvtárosok és Levéltárosok Egyesülete. 1939–1944.  , 1990–2002, a VII. kötettől (1990–) sajtó alá rendezte: Viczián János
  - Zoványi Jenő: Magyarországi protestáns egyháztörténeti lexikon. Szerk. Ladányi Sándor. 3. jav., bőv. kiadás. Budapest: Magyarországi Református Egyház Zsinati Irodája. 1977.  ISBN 963-7030-15-8 
  - Magyar zsidó lexikon. Szerk. Ujvári Péter. Budapest: Magyar Zsidó Lexikon. 1929.

## Egyéb hivatkozások
- http://mek.oszk.hu/03100/03127/03127.htm